# Charles Gourdou
Charles Gourdou, né le 19 décembre 1886 à Castres (Tarn) et mort le 20 septembre 1973 à Paris 16e arrondissement, était un ingénieur aéronautique français. Avec Jean Leseurre, il a fondé la société de construction aéronautique Gourdou-Leseurre.